# Centrale nucleare di Dodewaard
La centrale nucleare di Dodewaard è stata la prima centrale elettronucleare dei Paesi Bassi, situata presso la città di Dodewaard.
L'impianto era composto da un reattore BWR da 55 MW di potenza netta. L'impianto servì al tempo per l'istruzione dei tecnici per il successivo reattore a Borssele, e venne chiuso nel 1997.